# Disperse Orange 44
Disperse Orange 44 ist ein Monoazofarbstoff aus der Gruppe der Dispersionsfarbstoffe, der unter anderem im Textilbereich zum Färben verwendet wird.

## Eigenschaften
Die Kristallstruktur besteht aus planaren Azobenzolmolekülen, die in Säulen entlang der b-Achse gestapelt sind. Die asymmetrische Einheit besteht aus zwei Molekülen, die sich in der Konformation der terminalen CH₂CH₂CN-Gruppen unterscheiden.